# Orden de los Serafines
La Real Orden de los Serafines (en sueco: Kungliga Serafimerorden) es una orden de caballería sueca, creada por el rey Federico I de Suecia el 23 de febrero de 1748, junto a la Orden de la Espada y la Orden de la Estrella Polar.
Es la orden de caballería más antigua e importante de Suecia, su nombre hace referencia a los serafines, la categoría más alta de ángeles, y también era conocida como del cordón azul.
Se concede a hombres suecos que han servido al país en puestos relevantes, así como a príncipes extranjeros y otras personas de especial mérito, como Jefes de Estado o primeros ministros, aunque desde 2023 cualquier ciudadano puede ser recibido en las órdenes de caballería nacionales. Su sede ceremonial es la iglesia de Riddarholmen.

## Historia
Resulta complicado indicar el origen de la orden, que pudiera situarse en el siglo XIII, y se atribuyen como años de creación el de 1260 o el de 1285 habiendo sido su posible fundador Magnus III de Suecia, a ruego de los caballeros de Malta. También se atribuye como fundador a Magnus IV de Suecia en 1334 en memoria del sitio de Upsal. Por tratarse de una orden instituida para la defensa de la fe católica, tras la introducción del luteranismo en Suecia fue abolida en 1611 por el rey Carlos IX. En 1748 el rey Federico I de Suecia, con motivo de su 72.º cumpleaños reestableció las antiguas órdenes suecas de caballería: los Serafines, destinada a los senadores y principales señores, y establecida como la suprema orden del reino; la Orden de la Espada, para los militares, y la Orden de la Estrella Polar, para ciudadanos civiles.
Su importancia respecto a las otras órdenes queda reflejada casi desde su restablecimiento. El rey celebró un banquete en 1772 con los caballeros de todas las órdenes del reino, con motivo de la haber creado la Orden de Vasa; los pertenecientes a los Serafines fueron los únicos que pudieron sentarse en la misma mesa del monarca. Gustavo III de Suecia fundó durante su reinado talleres y asilos para huérfanos y ancianos, que puso bajo la protección de la orden, y en 1784 nombró un obispo para vigilar a los clérigos empleados en ellos. Sus estatutos fueron modificados por Carlos XIII de Suecia el 9 de junio de 1814. A mediados del siglo XIX el número de miembros estaba fijado en veinticuatro entre los ciudadanos suecos y ocho entre los extranjeros, sin contar los emperadores, los reyes, sus hijos, los príncipes reinantes y sus hijos mayores, aunque el número ha sido mucho mayor en algunos casos.
En 1975 sufrió junto al resto de órdenes suecas una importante reorganización. Tras ella, era concedida a jefes de Estado extranjeros y miembros de la familia real sueca, pues el rey y los príncipes de la casa real son caballeros natos, y desde 1995 reciben la banda en su bautismo. Desde el año 2023, cualquier ciudadano que haya realizado contribuciones al país puede ser condecorado con las órdenes de caballería nacionales, aunque en el caso de los Serafines se concede preferiblemente a los jefes de Estado o personas relacionadas con las visitas de estado al país.

## Funcionamiento

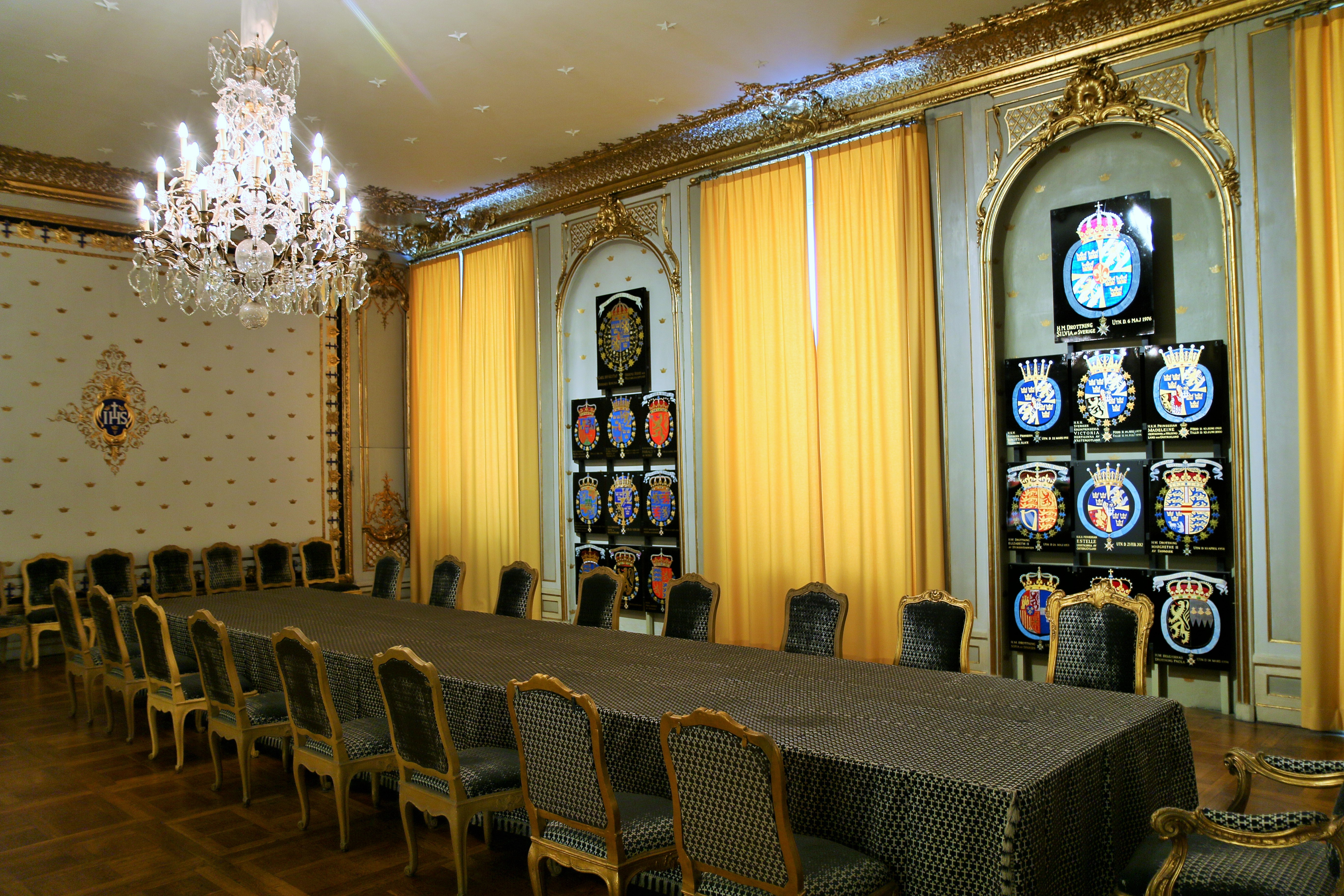
Cámara de los Serafines en el Palacio Real de Estocolmo, en la que se celebraba el capítulo anual de la orden.

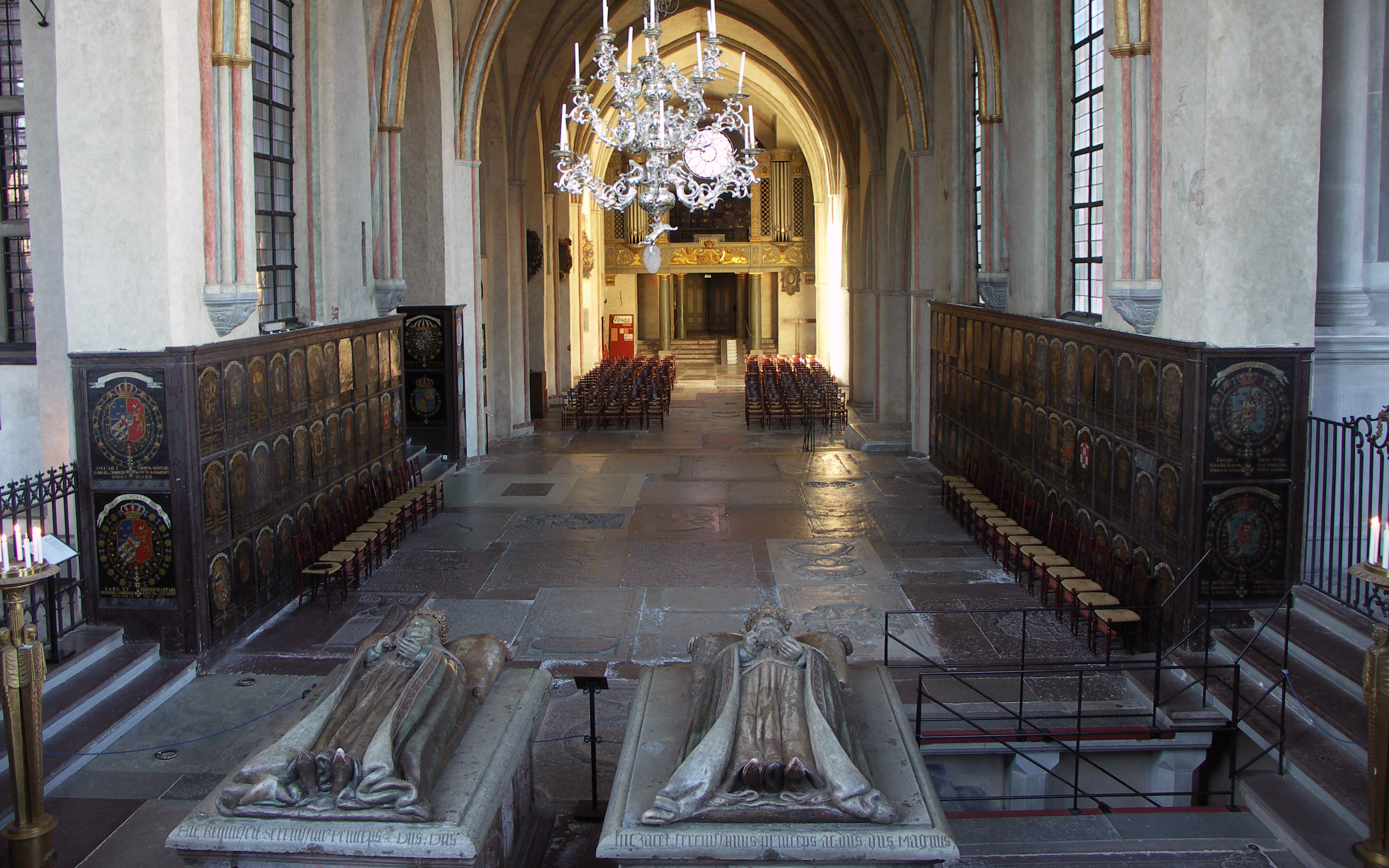
Coro de la iglesia de Riddarholmen, donde se custodian los escudos de los caballeros fallecidos de la orden.

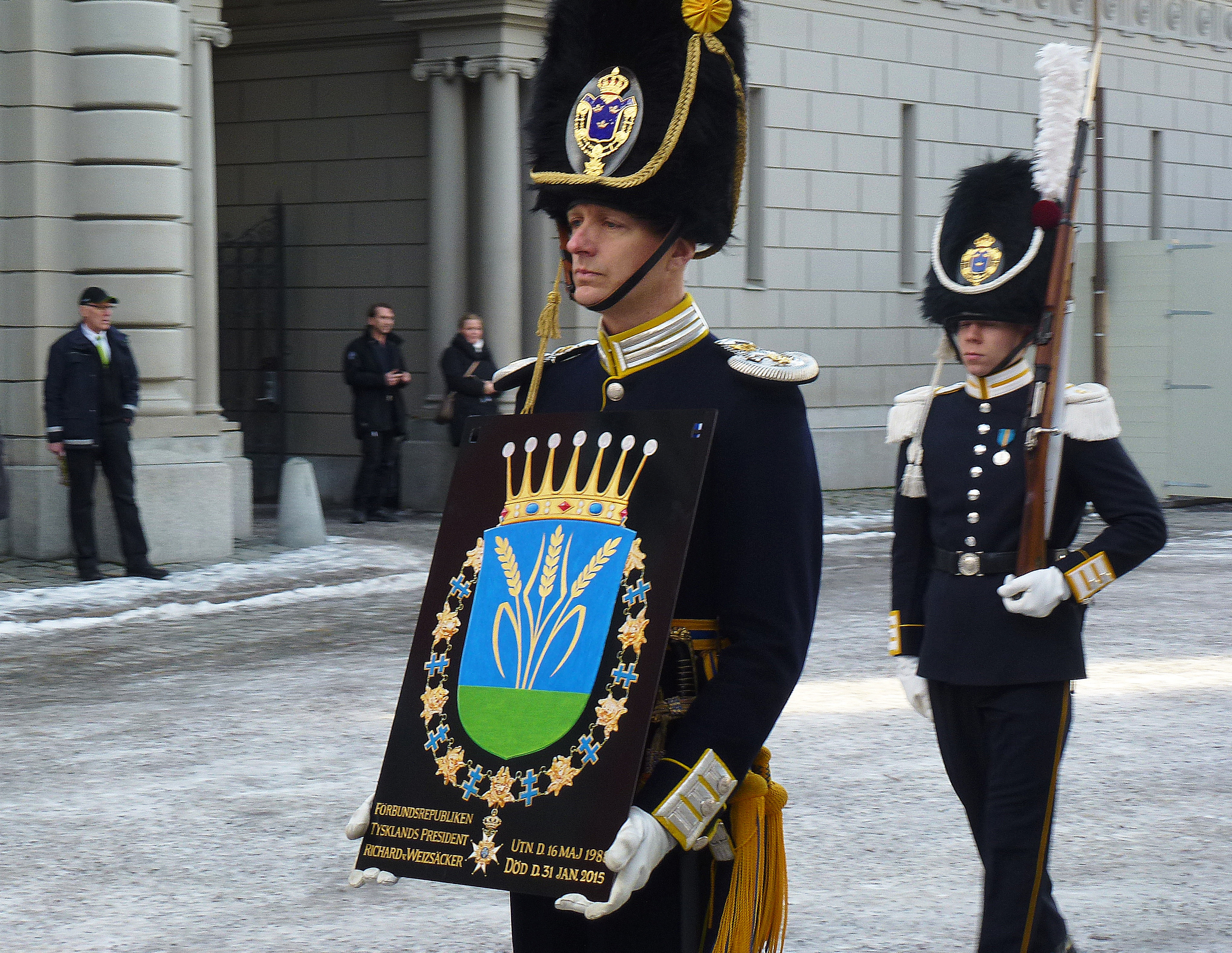
Traslado del escudo de Richard von Weizsäcker a la iglesia de Riddarholmen tras su muerte en 2015.

La orden tiene un único grado, aunque los caballeros suecos son denominados caballero y comandante del rey (en sueco Kungl. Majestäts orden KMO), porque por el simple hecho de ingresar en la orden son comendadores de la Estrella Polar o de la Espada, dependiendo de si son militares o no. Sus miembros tienen el rango y honores de teniente general. Las mujeres reciben la denominación de miembro y comandante del rey, las personas eclesiásticas la de miembro del estado espiritual y comendador de la Corte Real, y los extranjeros únicamente son caballeros del rey.
La nominación de nuevos miembros tenía lugar en el capítulo anual de la orden, que se celebraba en la Cámara de Serafines del Palacio Real de Estocolmo el lunes de Adviento, para recordar a los caballeros que la fe se debía al Rey de Sion. Sin embargo, la recepción real en la orden se fijó el 28 de abril, el cumpleaños del rey Federico I, su fundador. En el intervalo entre la nominación y la recepción, el miembro recién elegido solo podía usar la placa, pero no la cruz con la cinta. La recepción de nuevos caballeros tuvo lugar en Estocolmo en la iglesia de Riddarholmen o en la capilla real del palacio, en presencia de todos los caballeros y funcionarios de la orden, así como también de los comandantes de todas las demás órdenes. Los caballeros debían abonar una tasa, tanto de entrada como anual: en el caso de los suecos servía para el funcionamiento de la propia orden, mientras que las de los extranjeros se destinaban al hospital de Estocolmo.
La práctica de la ceremonia de investidura cesó en 1902, y a mediados del siglo XIX se realizaba de la siguiente manera:

El rey está sentado debajo del dosel a la derecha del altar y en ambos lados los caballeros en unos banquillos. El agraciado está sentado frente el altar entre dos miembros antiguos que le sirven de padrinos. Luego que se ha cantado el himno: Veni, Sancte Spiritus, el primer orador de la corte pronuncia un pequeño discurso sobre los deberes de los individuos hacia Dios el rey y la patria. El canciller colocado a la izquierda del rey añade algunas palabras sobre el objeto de la orden, sobre la consideración que se la debe, y las razones que han motivado condecorar al nuevo miembro. Los dos padrinos conducen al recipiendario delante del rey donde se pone de hinojos, y contesta que sí a las cuestiones siguientes:

1º. Si quiere delante de Dios y del rey respetar las leyes y obligaciones de la orden defenderlas y sostenerlas.

2º. Exponer su sangre y hasta su vida por la verdadera fe evangélica luterana y por la felicidad del país.

3º. Sostener con su valor el antiguo esplendor del nombre sueco.

4º. Mantener la unión entre los hermanos de la orden.

5º. Vigilar y defender los honores y prerrogativas que le son conferidas.

6º. Hacer bien y proteger los pobres, viudas y huérfanos.

El rey da al secretario el diploma preparado cuya lectura se hace en alta voz por el canciller. El agraciado presta el juramento de arriesgar su vida y fortuna para defender la religión cristiana, servir fielmente al rey y al Estado, proteger las viudas, huérfanos y pobres, e interesarse por su bien con todo su poder.

El rey recibe del tesorero el collar, lo pone al nuevo caballero, le da un abrazo y pronuncia estas palabras: «Nos… rey de los Suecos, de los Godos y de los Wendes, te recibimos como un bravo y honorable caballero de SVEA y GOTHA en nuestra orden de los Serafines. Sed digno de ella». El rey vuelve a abrazarlo al son de una música militar diciendo «El Señor te proteja». El nuevo caballero da gracias al rey, le besa la mano, abraza a todos sus nuevos hermanos y a cada uno le repite «El Señor te proteja». Con esto la ceremonia queda terminada.

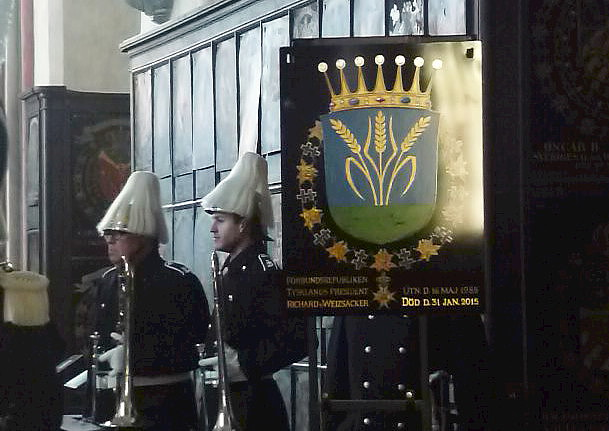
Exposición del escudo de Richard von Weizsäcker en la iglesia de Riddarholmen durante su funeral.

Con el ingreso en la orden, el escudo de armas del caballero es pintado en una placa de cobre. Siempre están rodeados del collar de la orden, y cuando se trata de un rey extranjero, también se incluye el collar de la orden más importante de su reino. Son exhibidos en la sala que la orden tiene en el palacio real. Cuando uno de los caballeros fallece, su muerte es anunciada por la campana mayor de la iglesia de Riddarholmen, sede ceremonial de la orden y panteón real, que suena entre las doce y la una de la tarde. Entonces, el escudo se traslada escoltado en procesión a la iglesia de Riddarholmen, donde se expone durante su funeral, y después pasa a ser ubicado en el coro.
Antiguamente los caballeros estaban obligados a supervisar los principales hospitales y manicomios de Suecia, y en particular, el Hospital de los Serafines, un importante hospital en Estocolmo que fue cerrado en 1980. Hasta el siglo XVII, los caballeros podían ser denominados caballero (en sueco Herr) más su apellido, siendo el título formal de los caballeros seculares de la orden (nobles de alto rango sin título) nombrados por el rey.

## Insignia y vestimenta

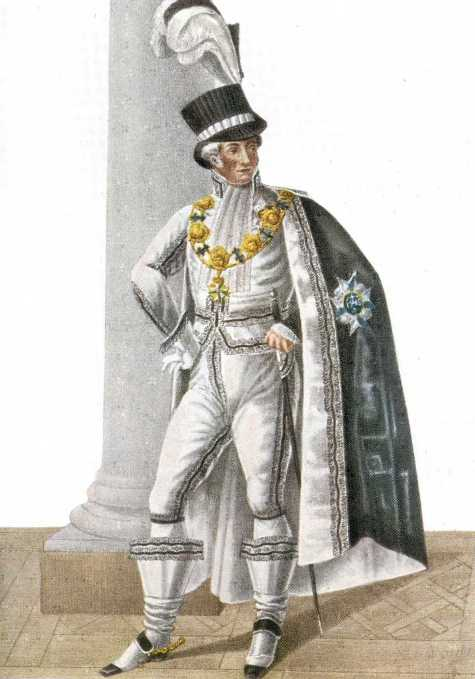
Caballero de la orden con el gran traje de ceremonia.

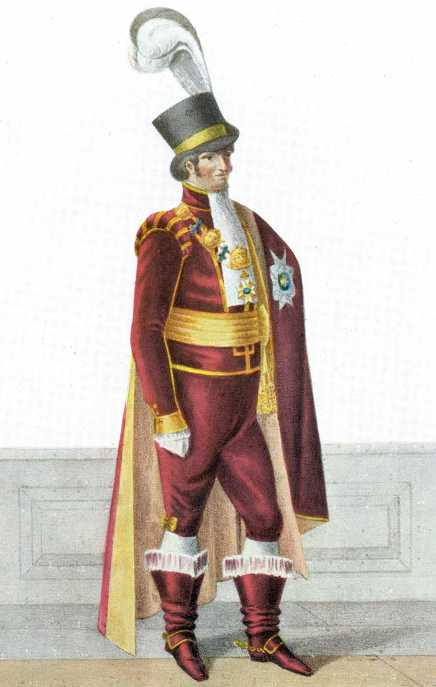
Caballero de la orden con el traje menor de ceremonia.

La primitiva insignia de la orden consistía en un collar de oro compuesto por querubines esmaltados de rojo y de cruces patriarcales sin esmaltar, del que colgaba un óvalo esmaltado de azul en el que aparecía escrito en letras de oro el cristograma de IHS, y en la punta cuatro clavos esmaltados en blanco, en recuerdo de la pasión de Jesucristo.
La actual insignia o venera de la orden se compone de una Cruz de Malta esmaltada en blanco, angulada con cuatro cabezas de serafines entre sus brazos, y cruces patriarcales entre ellas. En el centro custodia un medallón azul a modo de globo terráqueo con las tres coronas en representación del escudo de Suecia, tres clavos, el cristograma de IHS y una cruz sobre la letra H. En el reverso contiene las letras FRS (Federicus Rex Suetiae). Sobre todo se dispone una corona real. Los caballeros y miembros llevan la insignia en un collar (cadena) o en una banda en el hombro derecho y la cruz en el pecho izquierdo.
- El collar es de oro, y se compone de once cruces patriarcales esmaltadas en azul y once cabezas de serafines de oro con las alas tendidas, del que prende la venera de la orden, compuesta por una cruz octogonal de oro, esmaltada de blanco, con cabezas de serafines y cruces patriarcales de oro. En el centro custodia el medallón azul de la insignia, con las mismas características.[22][27][22] Una versión oficial del escudo nacional está rodeada por este collar.
- La cruz o placa es una cruz de ocho puntas de plata, angulada con cuatro cabezas de serafines entre sus brazos y cruces patriarcales entre ellas, con el centro dispuesto de la misma manera que la venera de la orden.[10] En el reverso contiene las letras FRS (Federicus Rex Suetiae).[12]
- La cinta o banda es de color azul celeste, en referencia a los serafines azules.

| Insignia | Cruz | Collar | Banda |
| -------- | ---- | ------ | ----- |
|          |      |        |       |

El predicador de la orden, que era el orador de la corte, usaba una pequeña cruz de la orden pendiente de una cadena de oro. En las ceremonias los caballeros utilizaban un traje específico, compuesto de casaca de raso blanco con vueltas y botones negros, zapatos blancos con talones de terciopelo negro y lazos en lugar de hebillas, medias blancas, sombrero redondo de terciopelo negro con una cinta blanca y cinco plumas, cuatro blancas y una negra en el centro. Además, portaban un manto negro de raso forrado de seda blanca, con la placa de la orden bordada en el lado izquierdo. Era conocido como el gran traje, y existía otro menor, muy similar en aspecto, pero cambiando los colores por rojo y dorado.
Aunque no debe confundirse, también pertenece a la orden la medalla de los Serafines (en sueco: Serafimermedaljen), establecida también en 1748 y otorgada por el rey a cualquiera que, a través de un beneficio humanitario o social general, se haya hecho particularmente merecedor de ella.

## Miembros de la Orden

El rey Carlos XVI Gustavo de Suecia, quien ostenta el cargo de gran maestre de la orden desde su coronación como rey de los suecos en 1973.

Todos los miembros de la familia real sueca están recibidos en la orden, a excepción de Christopher O'Neill, marido de la princesa Magdalena, que por haber renunciado a los títulos que le habrían correspondido por matrimonio, y con ello a pertenecer a la Casa Real de Suecia, solo recibió la distinción de caballero comendador de la Orden de la Estrella Polar, y no la de los Serafines, como sí recibieron el príncipe Daniel (marido de la princesa heredera Victoria), y la princesa Sofía, mujer del príncipe Carlos Felipe.

### Españoles condecorados
A lo largo de la historia, un total de once españoles han pertenecido a la orden. El primero en formar parte de ella fue Joaquín Ignacio de Barrenechea y Erquiñigo, embajador de España en Suecia, que se convirtió en el primer católico en ingresar, al recibirla en 1748 de manos de su fundador. También fue recibido Leopoldo O'Donnell (1860), presidente del Consejo de Ministros y Ministro de la Guerra.
Además, fueron recibidos en ella los reyes españoles José Bonaparte (1810), Fernando VII (1815), Francisco de Asís de Borbón (1853), Alfonso XII (1877), Alfonso XIII (1888), Juan Carlos I y Sofía de Grecia (1979), Felipe VI (1991) y Letizia Ortiz (2021). También han recibido la orden otros miembros de la familia real española, como los infantes Fernando de Baviera y Borbón (1907), príncipe de Baviera, Alfonso de Borbón y Battenberg (1927), príncipe de Asturias y el infante Jaime de Borbón y Battenberg (1929).